# Gartrellite
La gartrellite è un minerale.